# Paul Carus

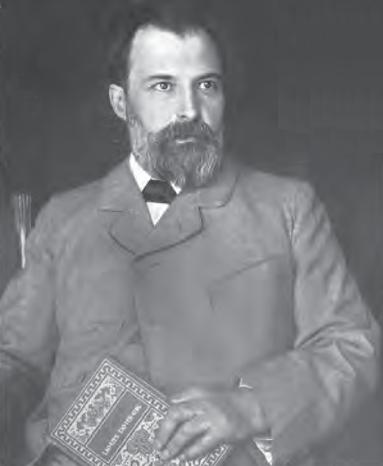
Paul Carus

Paul Carus (* 18. Juli 1852 in Ilsenburg; † 11. Februar 1919 in La Salle, Illinois) war ein deutsch-amerikanischer Verleger, Schriftsteller und Philosoph.

## Leben
Paul Carus wurde als Sohn eines protestantischen Pfarrers in Ilsenburg am Harz geboren. Er besuchte das Gymnasium in Posen und Stettin. Dort war der Mathematiker und Philosoph Hermann Graßmann sein Lehrer.
Carus studierte Philosophie, klassische Philologie und Naturwissenschaften in Greifswald, Straßburg und Tübingen, wo er 1876 promovierte. Seit 1873 war er Mitglied der Studentenverbindung Landsmannschaft Ghibellinia Tübingen. Carus wurde Lehrer an der Kriegsschule Dresden der königlich-sächsischen Armee, wo er aufgrund seiner liberalen Einstellungen Schwierigkeiten bekam. Er emigrierte daraufhin zunächst nach England und 1883 in die Vereinigten Staaten.
Von New York City ging Carus nach Chicago, wo er Mary (Marie) Hegeler, die Tochter des Industriellen Edward C. Hegeler (1835–1910) heiratete. Sie lebten im „Hegeler Carus Mansion“, einer Villa im Stile des Second Empire in La Salle (Illinois). Dort war in der ersten Etage die Open Court Publishing Company untergebracht, über die Carus die Zeitschriften The Open Court (ab 1886) und The Monist (ab 1890) herausgab. Neben einer Vielzahl von Aufsätzen veröffentlichte er über 70 eigene Bücher und Druckschriften. In seinen Zeitschriften erschienen Arbeiten von Charles S. Peirce, William James, Friedrich Max Müller, Ernst Mach, Gottlob Frege, Ernst Schröder oder Bertrand Russell. Der Schwerpunkt des Verlages lag bei Schriften der östlichen Religion. Zu Mach und Schröder bestand ein enger Kontakt; die "Physikalische Optik" (1913) von Ernst Mach ist Carus gewidmet.
Paul Carus wurde am 26. Januar 1894 Mitglied der Leopoldina.
Carus betrachtete sich eher als pantheistischen Theologen denn als Philosophen. Im Impressum des The Open Court veröffentlichte er sein Leitbild:
„Die Botschaft des The Open Court ist kurz gesagt, dass Wissenschaft eine religiöse Offenbarung ist; Wissenschaft ist die Entfaltung des Geistes und ihrer Wahrheiten (wenn sie originäre wissenschaftliche Wahrheiten sind) sind heilig. Wenn Gott jemals zu seinen Kreaturen spricht, dann spricht er durch die Wahrheiten, die sie durch die Erfahrung gelernt haben, und wenn Wahrheiten systematisch und exakt formuliert sind, also wissenschaftlich, werden sie nicht weniger, sondern mehr göttlich. Daher ist die Anwendung wissenschaftlicher Exaktheit eine religiöse Pflicht, die, wenn man sie beachtet, einige Irrtümer, die uns lieb geworden sind, zerstört, aber am Ende ohne Fehler zur besonders wichtigen religiösen Reform führen.“
Carus trug wesentlich zur Kenntnis des Buddhismus in den Vereinigten Staaten bei und unterstützte insbesondere die Übersetzung von Daisetz Teitaro Suzuki. Über sein Buch „Das Evangelium des Buddha“ schrieb er im Vorwort:
„Der Buddhismus ist gleich dem Christenthum in unzählige Sekten zersplittert, und die Sekten hängen häufig an ihren sektiererischen Sätzen, als wären diese die hauptsächlichsten und unentbehrlichsten Bestandtheile ihrer Religion. Das vorliegende Buch hält sich an keine der sektiererischen Lehren, sondern nimmt eine ideale Stellung ein, auf welche, als auf einem gemeinschaftlichen Boden, alle wahren Buddhisten zu stehen vermögen.
Die Anordnung des Evangeliums Buddhas als ein Ganzes in harmonischer und systematischer Form ist demnach die eigentliche Originalarbeit des Verfassers dieses Buches, welches in seinen Einzeltheilen eine bloße Sammelarbeit ist. Der Verfasser hat sich bestrebt, den Stoff nach dem Vorbild des vierten Evangelisten zu behandeln; das heißt: er unternahm es, die Einzelheiten aus dem Leben Buddhas im Lichte ihrer religionsphilosophischen Bedeutung darzustellen. Er ließ den apocryphischen Aufputz, namentlich den, der sich so reichlich in den nördlichen Überlieferungen vorfindet, fort, hielt es aber nicht für richtig, die Wunder, welche in den alten Schriften berichtet werden, zu unterdrücken, wenn die darin enthaltene Moral die Aufnahme zu rechtfertigen schien. Er beschnitt nur die Übertreibungen, die sich in Unglaublichkeiten gefallen und in der Absicht erzählt werden, um zu imponiren, während sie in der That nur ermüdend wirken. Wunder haben aufgehört, religiöse Beweise zu sein, und doch zeugt heute noch der Glaube an die Wunderkraft des Meisters von der heiligen Ehrfurcht der ersten Jünger und spiegelt ihren religiösen Enthusiasmus wider.“

Carus’ Gottesverständnis innerhalb seiner Konzeptionalisierung einer ‚naturwissenschaftlichen Religion‘ fasst Michael Bergunder folgendermaßen zusammen:
„Gott definierte Carus als das universale System von notwendigen Gesetzen, die von der Naturwissenschaft entdeckt werden. Gott bezeichnete er aber zugleich auch als »das Leben« für seine Geschopfe, »ihre Heimat, woher sie kamen, und das Ziel, wohin sie zuruckkehren«, und er stellte ihn so in einen emanationistischen Kontext.“
Jene ‚naturwissenschaftliche Religion‘ sah Carus vor allen voran im Buddhismus angelegt. Sein Frühwerk schließt sich an die bei deutschen Buddhisten und europäischen Orientalisten geläufigen Vorstellung an, nach welcher der Urbuddhismus im Besonderen mit rationalem und naturwissenschaftlichem Denken vereinbar sei. Demnach sei Buddha der erste Prophet einer ‚Religion der Naturwissenschaft‘. Nach der Begegnung mit japanischen und singhalesischen Reformbuddhisten im Jahr 1893 beim Weltparlament der Religionen in Chicago verschob sich Carus’ seinen Fokus stärker auf zeitgenössisch vertretene buddhistische Positionierungen. Die beim Weltparlament der Religionen anwesenden, singhalesischen Reformbuddhisten waren dort bereits gut mit den orientalistischen Vorstellungen eines rationalen Urbuddhismus vertraut. Diese Position wurde im Ceylon nicht zuletzt durch die Theosophischen Gesellschaft und insbesondere Henry Steel Olcotts vermittelt und veranschaulicht die intensive globale Verflochtenheit von Diskursen um Religion und Wissenschaft im späten 19. Jahrhundert. Carus selbst distanzierte sich allerdings im Briefwechsel mit Anagarika Dharmapala – einer der Leitfiguren jener singhalesischen Theravada-Reformbewegung – von der Theosophie. Carus Idee eins naturwissenschaftlichen Buddhismus beeinflusste nachhaltig den, ebenfalls beim Weltparlament der Religionen anwesenden, japanischen Zen-Reformer Shaku Sōen (1860–1919). Shaku war es auch, der seinen Schüler D. T. Suzuki für einen Studienaufenthalt zu Carus in die USA schickte. In die Zeit zwischen 1897 und 1909, in der Suzuki bei Carus’ Verlag arbeitete und in dessen Haus wohnte, verfasste Suzuki das sein Buch Outlines of Mahayana Buddhism (1907), in dem er ebenfalls die Nähe des Buddhismus zur Naturwissenschaft betont.

Der Japanologe Hans-Martin Krämer zu diesem Zusammenhang innerhalb der Zen-Reformbewegung ab dem späten 19. Jahrhundert:
“And the story of modern Zen 禅 is incomplete without a reference to how eagerly Shaku Sōen 釈宗演 (1860–1919) and Suzuki Daisetsu Teitarō 鈴木大拙貞太郎(1870–1966) took up the cue of ‘the religion of science’ advocated by Paul Carus (1852–1919).”
Der Nachlass von Paul Carus liegt in der Morris Library der Southern Illinois University Carbondale.

## Werke
Auswahl:
- Metaphysik in Wissenschaft, Ethik und Religion : eine philosophische Untersuchung. Dresden 1881
- Lieder eines Buddhisten. Dresden 1882
- Ursache, Grund und Zweck: eine philosophische Untersuchung zur Klärung der Begriffe. Dresden 1883
- Monism and meliorism, a philosophical essay on causality and ethics. New York, 1885
- Ein Leben in Liedern: Gedichte eines Heimatlosen. Milwaukee 1886
- Fundamental problems. The method of philosophy as a systematic arrangement of knowledge. Chicago 1889
- The soul of man : an investigation of the facts of physiological and experimental psychology. Chicago 1891
- Homilies of science. Chicago 1892
- Truth in fiction: twelve tales with a moral. Chicago 1893
- The religion of science. Chicago 1893
- The gospel of Buddha according to old records. Chicago 1894 (12. Aufl. 1920), ISBN 978-1-59547-941-9 (online) (deutsch: Das Evangelium Buddhas nach den Quellen erzählt, 1905), Volltext
- The nature of the state. Chicago 1894
- Nirvana, a story of Buddhist philosophy. Chicago 1896 (Beschreibung), ISBN 978-1-4286-0304-2
- The dharma, or The religion of enlightenment; an exposition of Buddhism. Chicago 1896, ISBN 978-1-4286-4301-7
- Karma, a story of Buddhist ethics. Chicago 1896 (Beschreibung)
- Buddhism and its Christian critics. Chicago 1897
- Chinese philosophy: an exposition of the main characteristic features of Chinese thought. Chicago 1898, ISBN 978-1-4304-4650-7
- Kant and Spencer; a study of the fallacies of agnosticism. Chicago 1899
- The history of the devil and the idea of evil; from the earliest times to the present day. Chicago 1899 (deutsch: Die Geschichte des Teufels Von den Anfängen der Zivilisation bis zur Neuzeit, 2004, ISBN 978-3-89094-424-1), Volltext
- The ethical problem: three lectures on ethics as a science. 2. erw. Auflage. Chicago 1899
- Whence and whither: an inquiry into the nature of the soul, its origin and its destiny. Chicago 1900
- Kant’s Prolegomena to any future metaphysics. Einleitung und Erläuterung, Chicago 1902
- The surd of metaphysics; an inquiry into the question Are there things-in-themselves?. Chicago 1903
- Friedrich Schiller; a sketch of his life and an appreciation of his poetry. Chicago 1905
- Our children; hints from practical experience for parents and teachers. Chicago 1906, ISBN 978-1-4304-5119-8
- Amitabha, A Story of Buddhist Theology. Chicago 1906, Volltext
- The story of Samson and its place in the religious development of mankind. Chicago 1907
- The rise of man; a sketch of the origin of the human race. Chicago 1907
- Chinese thought : an exposition of the main characteristic features of the Chinese world-conception. Chicago 1907
- The foundations of mathematics; a contribution to the philosophy of geometry. Chicago 1908
- God: an enquiry into the nature of man's highest ideal and a solution of the problem from the standpoint of science. Chicago 1908
- The Pleroma, an essay on the origin of Christianity. Chicago 1909
- Die Religionslehre der Buddhisten, deutsche Ausgabe nach der Übersetzung aus dem Originaltexte ins Englische. Leipzig 1909 Volltext
- Philosophy as a science: a synopsis of the writings of Dr. Paul Carus. containing an introduction written by himself, summaries of his books, and a list of articles to date, Chicago 1909
- Truth on trial: an exposition of the nature of truth, preceded by a critique of pragmatism and an appreciation of its leader. Chicago 1911
- The Philosophy of Form. Chicago 1911
- The principle of relativity in the light of the philosophy of science / by Paul Carus; with an appendix containing a letter from James Bradley on the motion of the fixed stars, 1727. Chicago 1913
- The Mechanistic Principle and the Non-Mechanical. Chicago 1913
- Nietzsche and Other Exponents of Individualism. Chicago 1914